# Myrmecacis eremnops
Myrmecacis eremnops är en stekelart som först beskrevs av Porter 1967.  Myrmecacis eremnops ingår i släktet Myrmecacis och familjen brokparasitsteklar. Inga underarter finns listade i Catalogue of Life.